# HIP 85605
HIP 85605是一顆位於武仙座的主序星，視星等11.03。它的光譜可能是M型或K型，距離太陽約18—28光年（5.6—8.5秒差距）。該恆星先前被認為是較亮恆星HIP 85607的伴星，不過現在認為兩者是天球上距離接近的光學雙星。

## 概要
最初依巴谷卫星於1997年對HIP 85605的視差量測值為202 mas，即距離太陽系16.1光年。2007年弗羅·范·萊文將該星視差修改為147 mas，或距離太陽系22.2光年。如果視差值為147 mas（0.147角秒），HIP 85605就不太可能是距離太陽最近的100顆恆星之一。2014年預測，如果前述的視差與距離量測值正確的話，HIP 85605可能在未來24萬至47萬年後這段期間距離太陽只有0.13至0.65光年（0.04至0.2秒差距）。對HIP 85605需要進行更精確的天文測量。並且該恆星如果從太陽附近近距離通過，它的重力將可能擾動奥尔特云內彗星的軌道，使彗星進入內太陽系。不過HIP 85605的距離尚未精準測定，並且如果要更符合赫羅圖，它可能距離太陽更遠，且光度更高。

## 外部連結
- Frequently asked questions to Close encounters of the stellar kind（页面存档备份，存于） by C.A.L. Bailer-Jones